# Филип Сингтън
Филип Сингтън (на английски: Philip Sington) е английски драматург и писател на бестселъри в жанра трилър и исторически роман. Писал е и под съвместния псевдоним Патрик Линч (на английски: Patrick Lynch) с писателя Гари Хъмфрис.

## Биография и творчество
Филип Сингтън е роден на 16 януари 1962 г. в Кеймбридж, Англия, в семейството на Питър и Дороти Сингтън.
Завършва през 1983 г. с магистърска степен специалност история в Тринити Колидж на Кеймбриджкия университет. След дипломирането си в периода 1986-1995 г. работи като финансов журналист и редактор в „Euromoney Publications“.
През 1993 г. в съавторство с писателя Гари Хъмфри е издаден първият им съвместен трилър „The Annunciation“ (Благовещене). Двамата са автори на общо шест трилъра на тема медицина и биотехнологии. Третият от тях „Вируси“ от 1995 г. е екранизиран през 1998 г. в едноименния телевизионен филм с участието на Джудит Лайт и Памела Рийд.
Съавтор е на пиесата от 2000 г. „Lip Service“.
През 2005 г. е издаден първият му самостоятелен трилър „Zoia's Gold“ (Златото на Зоя).
Произведенията на писателя са публикувани на над 20 езика по света.
Филип Сингтън живее със семейството си в Лондон.

## Произведения

### Като Филип Сингтън

#### Самостоятелни романи
- Zoia's Gold (2005)
- The Einstein Girl (2009)
Момичето Айнщайн, изд.: Сиела Норма АД, София (2015), прев. Илия Иванов
- The Valley of Unknowing (2012)

### Като Патрик Линч

#### Самостоятелни романи
- The Annunciation (1993)
- The Immaculate Conception (1994)
- Carriers (1995)
Вируси, изд.: ИК „Лик“, София (2000), прев. Божана Иванова
- Omega (1997)
- The Policy (1998)
Застрахователи, изд.: ИК „Бард“, София (1999), прев. Крум Бъчваров
- Figure of 8 (2000)

### Екранизации
- 1998 Carriers